# Informationsåtkomst
Informationsåtkomst är ett begrepp inom informatiken för tekniker och praxis för att underlätta och effektivisera för människor att hantera informationsmängder, i synnerhet sådana som finns i digital form. 
Tekniker som brukar användas är informationssökning (eng. information retrieval, IR), informationsextraktion, informationsfiltrering, textsammanfattning, databrytning och andra relaterade analystekniker som syftar till att förädla och generalisera stora och ohanterliga informationsmängder och -strömmar.